# Зоммер, Мартин
Вальтер Герхард Мартин Зоммер (нем. Walter Gerhard Martin Sommer; 8 февраля 1915, Шкёлен, Германская империя — 7 июня 1988, Шварценбрукк, ФРГ) — гауптшарфюрер СС, начальник карцера концлагеря Бухенвальд, прозванный «Бухенвальдским мясником».

## Биография
Мартин Зоммер родился 8 февраля 1915 года в крестьянской семье. Посещал народную школу, после чего работал помощником на ферме у своего отца в Саксонии. В 1931 году вступил в НСДАП и Штурмовые отряды (СА). В 1933 году был зачислен в ряды Общих СС. 15 мая 1934 года поступил на службу в отряды «Мёртвая голова». С 1935 года служил в охране концлагеря Заксенбург. После несчастного случая на мотоцикле летом 1936 года его перевели в концлагерь Бухенвальд, где с июня 1937 года Зоммер числился в штабе комендантуры. С осени 1938 и до весны 1943 года был начальником карцера лагеря. На этой должности убивал и пытал заключённых с особой жестокостью и вводил заключённым в вены инъекции фенола и воздуха. 1 сентября 1942 года ему было присвоено звание гауптшарфюрера СС. В 1943 году был отправлен во Францию, где служил в 9-м танковому полку 9-й танковой дивизии СС «Гогенштауфен». 28 августа 1943 года судья СС Конрад Морген приказал отозвать его в Бухенвальд, арестовать и отправить в следственный изолятор в Веймаре. Он был привлечён к суду по делу коменданта концлагеря Бухенвальд Карла Коха, который обвинялся в коррупции, однако сам Зоммер осуждён не был. В марте 1945 года вновь был переведён в танковые войска. 8 апреля 1945 года в результате бомбардировки получил серьезные ранения.
Летом 1945 года был арестован американцами и интернирован в Людвигсбурге под чужим именем. 26 июня 1947 года был освобождён и помещён  в государственный дом для инвалидов. 15 февраля 1950 года был переведён в государственную больницу в Байройте. 22 февраля 1950 арестован во второй раз. В 1955 году ему было предъявлено обвинение, но процесс не состоялся из-за недееспособности Зоммера. В 1956 году женился на медсестре и подал заявку на выплату дополнительной пенсии в размере 10 000 немецких марок и ежемесячной пенсии в размере 300 марок. В 1957 году был вновь арестован. 3 июля 1958 года земельным судом Байройта за убийство в 25 человек смертельными инъекциями был приговорён  к пожизненному тюремному заключению. Наказание отбывал в тюрьме Штраубинга. Его поддерживала организация «Тихая помощь». В 1971 году был досрочно освобождён. До своей смерти в 1988 году проживал в медицинском учреждении, расположенном в Шварценбруке. В 2008 году его могила была уничтожена.